# Gypona rena
Gypona rena är en insektsart som beskrevs av Delong och Freytag 1964. Gypona rena ingår i släktet Gypona och familjen dvärgstritar. Inga underarter finns listade i Catalogue of Life.